# Picauville
Picauville és un municipi francès situat al departament de la Manche i a la regió de Normandia. L'any 2007 tenia 1.999 habitants.

## Demografia

### Població
El 2007 la població de fet de Picauville era de 1.999 persones. Hi havia 781 famílies de les quals 280 eren unipersonals (112 homes vivint sols i 168 dones vivint soles), 249 parelles sense fills, 212 parelles amb fills i 40 famílies monoparentals amb fills.
La població ha evolucionat segons el següent gràfic:
Habitants censats

### Habitatges
El 2007 hi havia 940 habitatges, 798 eren l'habitatge principal de la família, 69 eren segones residències i 74 estaven desocupats. 846 eren cases i 76 eren apartaments. Dels 798 habitatges principals, 453 estaven ocupats pels seus propietaris, 338 estaven llogats i ocupats pels llogaters i 7 estaven cedits a títol gratuït; 12 tenien una cambra, 60 en tenien dues, 186 en tenien tres, 218 en tenien quatre i 321 en tenien cinc o més. 620 habitatges disposaven pel capbaix d'una plaça de pàrquing. A 369 habitatges hi havia un automòbil i a 275 n'hi havia dos o més.

### Piràmide de població
La piràmide de població per edats i sexe el 2009 era:
| Homes | Edats   | Dones |
| ----- | ------- | ----- |
| 0     | 95 o +  | 0     |
| 0     | 90 a 94 | 20    |
| 16    | 85 a 89 | 28    |
| 24    | 80 a 84 | 44    |
| 24    | 75 a 79 | 64    |
| 44    | 70 a 74 | 48    |
| 64    | 65 a 69 | 88    |
| 40    | 60 a 64 | 68    |
| 36    | 55 a 59 | 40    |
| 80    | 50 a 54 | 64    |
| 52    | 45 a 49 | 68    |
| 80    | 40 a 44 | 68    |
| 88    | 35 a 39 | 68    |
| 88    | 30 a 34 | 52    |
| 60    | 25 a 29 | 48    |
| 60    | 20 a 24 | 20    |
| 80    | 15 a 19 | 40    |
| 56    | 10 a 14 | 60    |
| 60    | 5 a 9   | 44    |
| 56    | 0 a 4   | 48    |

## Economia
El 2007 la població en edat de treballar era de 1.221 persones, 817 eren actives i 404 eren inactives. De les 817 persones actives 729 estaven ocupades (381 homes i 348 dones) i 88 estaven aturades (45 homes i 43 dones). De les 404 persones inactives 126 estaven jubilades, 113 estaven estudiant i 165 estaven classificades com a «altres inactius».

### Ingressos
El 2009 a Picauville hi havia 793 unitats fiscals que integraven 1.774,5 persones, la mediana anual d'ingressos fiscals per persona era de 14.964 €.

### Activitats econòmiques
Dels 85 establiments que hi havia el 2007, 2 eren d'empreses alimentàries, 4 d'empreses de fabricació d'altres productes industrials, 15 d'empreses de construcció, 15 d'empreses de comerç i reparació d'automòbils, 5 d'empreses de transport, 8 d'empreses d'hostatgeria i restauració, 7 d'empreses financeres, 4 d'empreses immobiliàries, 6 d'empreses de serveis, 9 d'entitats de l'administració pública i 10 d'empreses classificades com a «altres activitats de serveis».
Dels 29 establiments de servei als particulars que hi havia el 2009, 1 era una oficina de correu, 2 oficines bancàries, 1 funerària, 1 autoescola, 3 paletes, 2 guixaires pintors, 3 fusteries, 6 lampisteries, 4 perruqueries, 1 veterinari, 1 restaurant, 2 agències immobiliàries, 1 tintoreria i 1 saló de bellesa.
Dels 9 establiments comercials que hi havia el 2009, 1 era un hipermercat, 1 una botiga de més de 120 m², 2 fleques, 2 carnisseries, 1 una sabateria, 1 una botiga de material de revestiment de parets i terra i 1 una joieria.
L'any 2000 a Picauville hi havia 36 explotacions agrícoles que ocupaven un total de 880 hectàrees.

## Equipaments sanitaris i escolars
El 2009 hi havia 4 psiquiàtrics, 1 farmàcia i 1 ambulància.
El 2009 hi havia 1 escola maternal i 2 escoles elementals.
Picauville disposava d'un centre de formació no universitària superior de formació sanitària.

## Poblacions més properes
El següent diagrama mostra les poblacions més properes.